# Спінелло Аретіно
Спінелло Аретіно (італ. Spinello Aretino; бл. 1350 — 14 березня 1410) — італійський художник часів Проторенесансу. Розквіт творчості тривав з 1373 до 1410 року.

## Життєпис
Походив з родини граверів із тосканського містечка Каполона. Його батько Лука Аретіно перебрався до м. Ареццо, тут близько 1350 року народився Спінелло. Початкове навчання він пройшов в майстерні Андреа ді Нері, який був провідним міським художником.
Його творча діяльність почалася в Ареццо, але надалі Аретіно трудився за межами свого рідного міста, в області Тоскани: Флоренції, Лукка, Пізі і Сієні.
У 1384 році ім'я Аретіно згадується в документах міста Лукки, де отримав права громадянина. У 1386 році він стає членом флорентійської гільдії «Арте деі Медічі-е- Спеціалі» — об'єднання лікарів і аптекарів, в якому також значилися художники.
У 1391 і 1392 роках Аретіно займався фресками в Пізанському Кампосанто. У 1395 і 1396 роках він знову відзначений в Ареццо. У 1399 році Аретіно отримав замовлення на створення поліптиха (завершений в 1401 році) для головного вівтаря флорентійської церкви Санта Фелічіта (нині — в Галереї Академії, Флоренція), який він створив спільно з Нікколо ді П'єтро Джерини й Лоренцо ді Нікколо.
У 1404—1405 роках працював у Сієнському соборі. У 1407—1408 роках завершував фрески в Залу ді Балья (Зал Прийомів) у Сієнському Палаццо Пуббліко, на яких він зобразив «Сцени з життя папи Олександра III». Ці фрески він виконав разом зі своїм сином Паррі. Повернувся до рідного міста, де він помер 14 березня 1410 року.

## Творчість
У свій ранній період, живучи в Ареццо, Спінелло перебував під впливом Андреа ді Неріо. Це помітно у його фресці «Мадонна з немовлям, святими і донатором» (1377 рік, Окружний музей, Ареццо).
У 1380-х рах, перебуваючи у Луцці, на нього справила вплив творчість місцевого лукканського художника Анджело Пуччінеллі. У цей період Аретіно прагне використовувати декоративні властивості лінії та кольору (вівтарна картина на замовлення Оліветського ордену Лукки для церкви Св. Понціана).
У 1387 році йому було доручено завершити ескізи скульптур для Флорентійського собору, які він виконував спільно з Лоренцо ді Біччі і Аньоло Ґадді. Тут він також створив фрескові розписи в церквах Сан-Барнаба, Санта-Марія Маджоре, Санта-Трініта. На замовлення аристократичної родини Альберті розписує сакристії у флорентійській церкві Сан-Міньято аль Монте, де він зобразив 16 сцен з життя Св. Бенедикта. У 1390 році, на замовлення того ж сімейства Спінелло розписав родинну капелу Альберті в ораторії ді Санта Катерина-ін-Антелла. на цих фресках майстер зображує персонажів з виразною мімікою і жестикуляцією. Лінійна ритміка малюнка знаходить пружність та інтенсивність.
Ця тенденція досягає кульмінації в розписах пізанського Кампосанто, які художник створював у 1390-91 роках. Темою фресок стали сцени з життя святих Ефізія і Потіто. До цього ж творчого періоду відносять полиптих «Мадонна з немовлям, ангелами та святими» (1391 рік, Галерея Академії, Флоренція). Він був створений для лукканской церкви Сант-Андреа.
Прикладом станкового живопису пізнього періоду є вівтарна картина «Мадонна з немовлям і ангелами» (бл. 1405 року, Клівленд, Музей мистецтва). Це образ (висотою 156 см) з пределле, на якій художник зобразив мертвого Христа між Богоматір'ю та Іоанном Хрестителем. Його яскраві, святкові тони перегукуються зі стилем інтернаціональної готики.